# تیاگو پینتو
تیاگو پینتو (انگلیسی: Tiago Pinto؛ زادهٔ ۱ فوریهٔ ۱۹۸۸) بازیکن سابق فوتبال اهل پرتغال است که در پست دفاع چپ بازی می‌کرد.
وی همچنین در تیم‌های ملی فوتبال زیر ۱۸ سال پرتغال، زیر ۱۹ سال پرتغال، زیر ۲۰ سال پرتغال، زیر ۲۱ سال پرتغال، و زیر ۲۳ سال پرتغال بازی کرده‌است.